# Le Bord de la rivière
Pour plus de détails, voir Fiche technique et Distribution.
Le Bord de la rivière (The River's Edge) est un film américain réalisé par Allan Dwan, sorti en 1957.

## Synopsis
Sous un soleil de plomb, Nardo Denning fait halte à la station-service de Chet, à la recherche du fameux guide Ben Cameron, qui semble désormais se consacrer à sa ferme et à sa femme, une rouquine que Denning semble connaître.

## Fiche technique
- Titre : Le Bord de la rivière
- Titre original : The River's Edge
- Réalisation : Allan Dwan
- Scénario : Harold Jacob Smith et James Leicester d'après l'histoire The Highest Mountain de Richard Walton Tully
- Production : Benedict Bogeaus
- Société de production : Benedict Bogeaus Production
- Musique : Louis Forbes
- Photographie : Harold Lipstein
- Montage : James Leicester
- Décors : Van Nest Polglase
- Costumes : Gwen Wakeling
- Effets spéciaux : Lee Zavitz
- Société de distribution : 20th Century Fox
- Pays de production : États-Unis
- Langue : anglais
- Format : Couleur - Son : 4-Track Stereo (Westrex Recording System)
- Genre : Aventure
- Durée : 87 minutes
- Date de sortie : 
  - États-Unis : 11 avril 1957
  - France : 10 mars 1999

## Distribution
- Ray Milland : Nardo Denning
- Anthony Quinn : Ben Cameron
- Debra Paget : Margaret Fowler
- Harry Carey Jr. : Chet
- Chubby Johnson : Whiskers
- Byron Foulger : Floyd Barry
- Tom McKee : Capitaine de patrouille américain
- Frank Gerstle : Harry Castleton